# 高松勇
高松 勇（たかまつ いさむ、1930年2月23日 - ）は、日本の経営者。ダイドードリンコ社長を務めた。

## 経歴
奈良県出身。1946年に御所工業高等学校を卒業し、同年に大同薬品工業に入社。1955年に常務に就任し、1970年に副社長を経て、1973年から1990年までに社長を務めた。一方で、1975年1月にダイドー(のちのダイドードリンコ)を設立し、社長に就任し、1994年4月までに務めた。1999年4月から2016年4月までに取締役相談役を務めた。